# Meidum

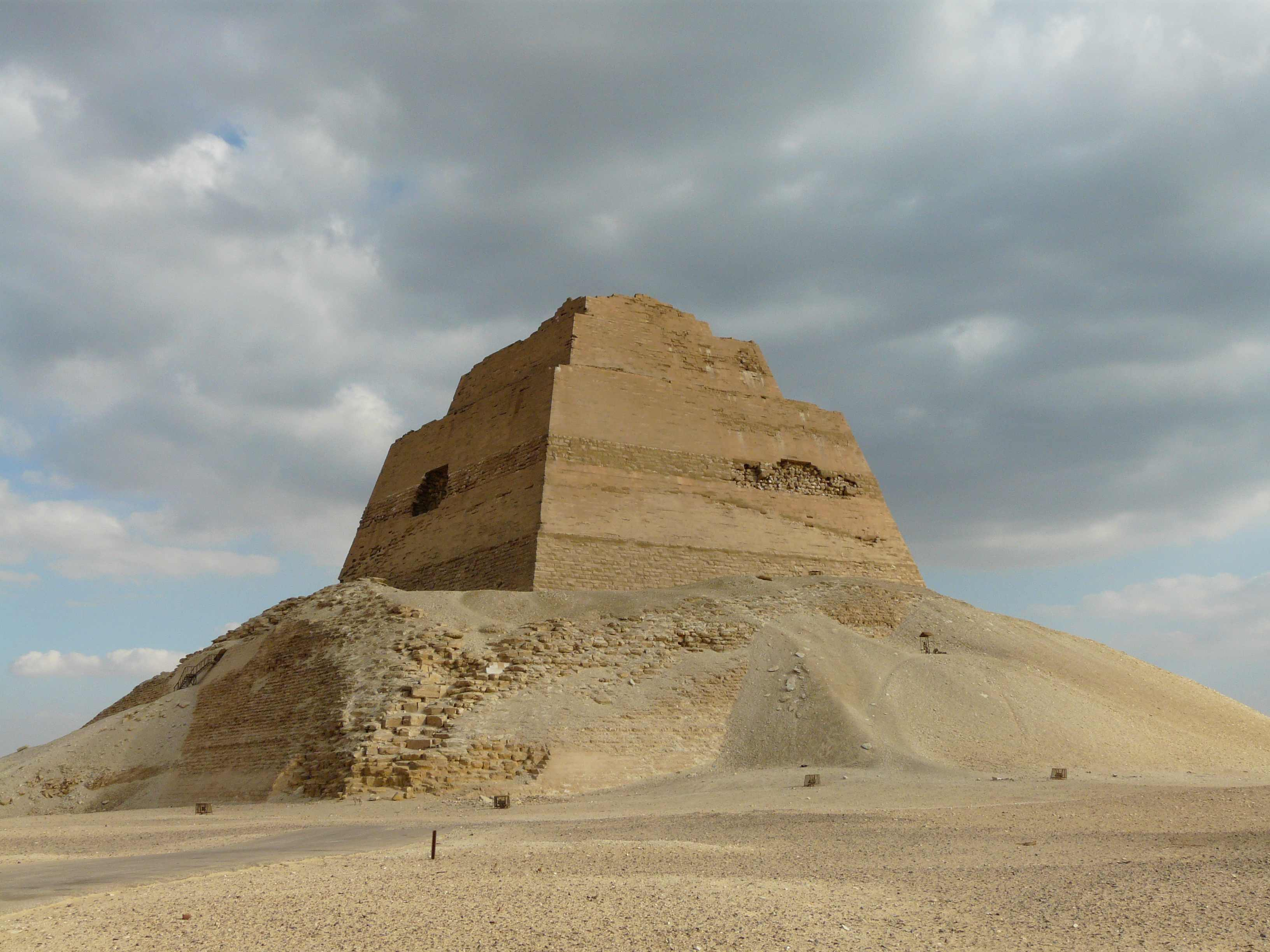
Piramida din Meidum.

Meidum, Maydum sau Maidum (în arabă ميدوم) este un sit arheologic din Egiptul de Jos. Situl este situat în guvernoratul Beni Suef, la 9 km de satul modern, și găzduiește o piramidă egipteană din Vechiul Regat atribuită Faraonului Snefru, al dinastiei IV. În complexul Meidum s-a găsit și o piramidă auxiliară, un templu funerar, o rampă procesională și un templu în aval, însă această piramidă, precum și Piramida Roșie și Piramida Romboidă, nu a fost destinată mormântului faraonului, care este încă necunoscut.

## Istoria
Primele informații despre piramidă provin din scrierile exploratorului danez Frederic Louis Norden care a vizitat situl în 1737. Mai târziu, alți vizitatori iluștri, precum John Shae Perring și Richard William Howard Vyse au descris clădirea, în timp ce Karl Richard Lepsius a desenat doar exteriorul clădirii. Primul arheolog care a intrat în piramidă este Auguste Mariette, în 1881, dar primele săpături arheologice au fost dirijate de egiptologul Petrie între 1888 și 1891. Săpăturile lui Petrie au identificat principalele structuri ale sitului, cum ar fi templul funerar și rampa de acces, care sunt elemente tipice ale complexelor piramidale ale dinastiei IV, ca și cea din Giza.

## Piramida

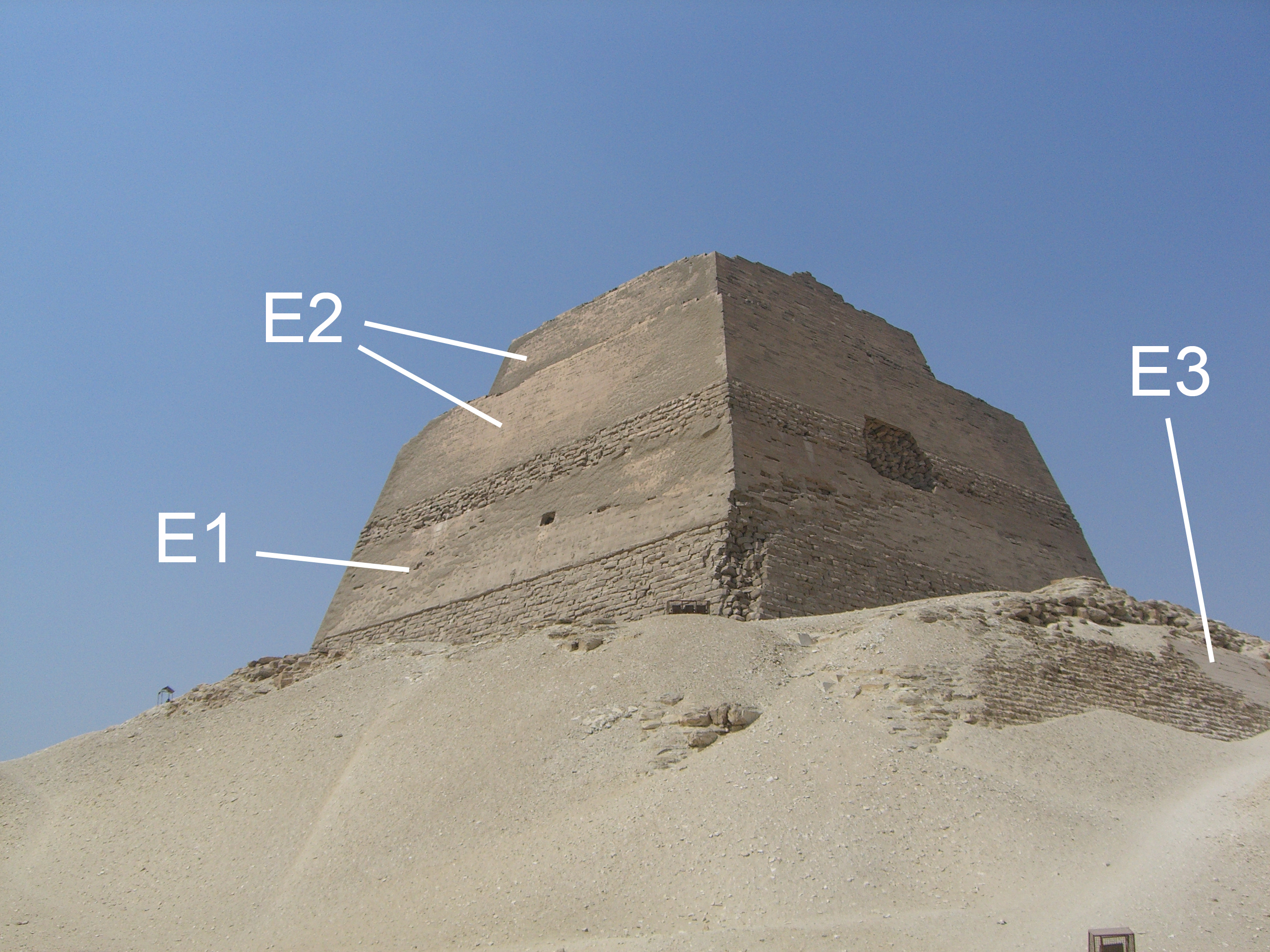
Fazele arhitecturale ale piramidei.

Cea mai importantă structură este piramida (în egiptean vechi: Djed Snefru, "Snefru este imortal"), cunoscut și sub denumirea de "piramida falsă", în arabă: الهرم الكاذبة (al-ahram al-kādhaba), datorită formei sale ciudate, care în schimb prezintă o formă mai asemanatoare cu o mastaba. De fapt, piramida Meidum reprezintă prima evoluție arhitecturală de la piramida cu trepte a complexului funerar al lui Djoser. Construcția are o înălțime de 42 de metri, deși inițial ar fi trebuit să ajungă la 92 de metri, în timp ce baza măsoară 144 de metri.
Este prima piramidă egipteană care are forma canonică. Proiectul inițial prevedea o piramidă cu șapte trepte (E1), dar mai târziu s-a adăugat un al optulea nivel (E2), umplând inegalitatea părților inferioare, la rândul lor acoperite cu plăci de calcar care nu mai există (E3). Tradiția istorică arată că Faraonul Huni a construit complexul funerar la sfârșitul dinastiei a III-a, dar numele lui nu apare în nici un loc pe acest sit. Dimpotrivă, graffitile din Noul Regat găsite în interiorul templului funerar din apropierea piramidei din Meidum atribuisc construcția lui Snefru, ce a construit alte două piramide în Dahshur: probabil Snefru a finalizat construcția începută de predecesorul său Huni, modificând arhitectura piramidei înainte de finalizare. Această ipoteză este confirmată de alte graffiti, identificate de Flinders Petrie, pe unele blocuri piramidale care datează din anul 17 al domniei lui Snefru.
Intrarea în piramida se face pe partea de nord, la 18,5 metri deasupra nivelului solului: o dată pe ușa din față, un coridor înclinat duce spre camera mormântului, dar fără un sarcofag.

## Piramida mică

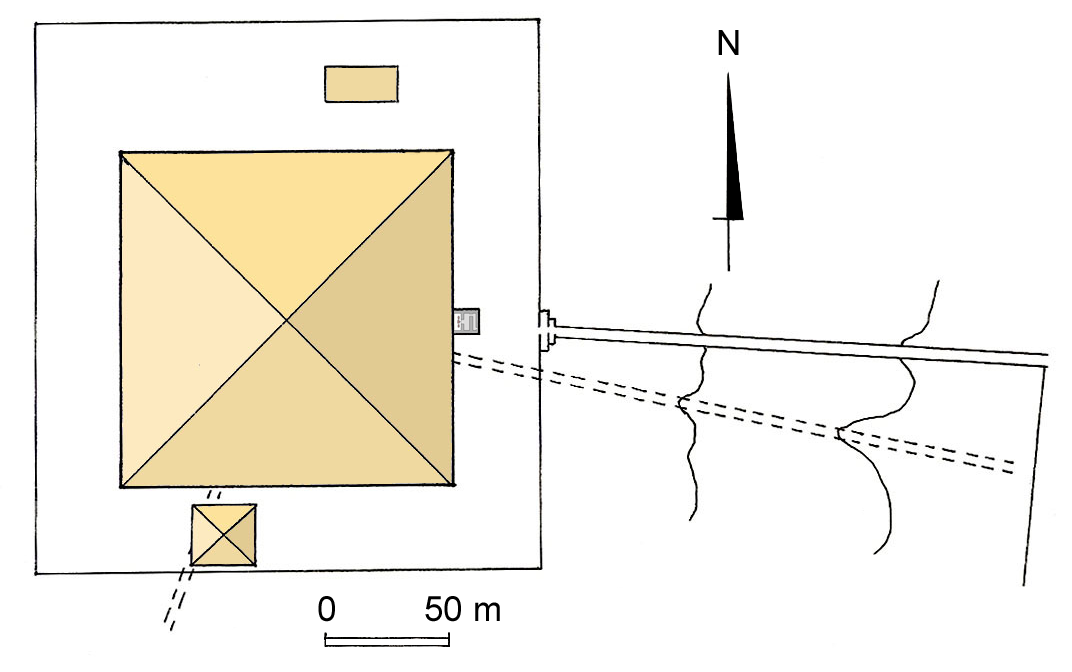
Planul complexului funerar di Meidum.

O a doua structură, adică o piramidă mică, se găsește în partea sudică a piramidei principale, plasată între structura și perimetrul al complexului funerar. Clădirea are o lungime de 28 de metri pe fiecare lat și a fost folosită pentru a îndeplini ritualurile dedicate cultului suveranului - probabil Faraon Huni; conform egiptologului Jean-Philippe Lauer, această structură a avut o funcție similară cu mormântul din sudul complexului funerar al lui Djoser. 

## Templul Funerar
Templul funerar a fost identificat ulterior în timpul săpăturilor din partea estică a clădirii. Este un templu mic de aproximativ 3 m², cu un coridor și o sală paralelă care duce la o curte mică, cu o formă pătratică și o lățime de 4 metri; în această curte s-au găsit două stele fără inscripții cu vârfuri rotunjite și o masă din calcar pentru oferte. Pereții coridorului prezintă unele graffiti ale scribului Aakheperraseneb și datează din timpul dinastiei XVIII, ceea ce confirmă atribuirea piramida faraonul Snefru.

## Necropola
În partea de nord-est a complexului funerar există o necropolă care conține câteva mastabe. La mastaba n. 17, al cărui beneficiar a rămas necunoscut, a fost examinată de către Petrie în 1910: mumia descoperită în interior a fost atribuită unuia dintre fiii faraonului Snefru. Mai spre nord o altă necropolă găzduiește o parte din curtea regală a dinastiei IV, decorată cu somptuozitate. Mastaba n. 16 găzduiește capela prințului Nefermaat și soția lui Itet, faimos pentru picturile cu gâști descoperite de Mariette, care sunt printre cele mai importante lucrări artistice ale Vechiului Regat; fresca este conservată la Muzeul Egiptean din Cairo. Aceeași mastaba a găzduit, de asemenea, două basoreliefuri reprezentând scene de vânătoare și niște animale mici.

### Mastaba lui Rahotep
Această mastaba se numără printre cele mai impunătoare găsite în necropola: a fost atribuită lui Rahotep și consortului său, Nofret. Rahotep a fost fiul Faraonului Snefru din dinastia IV și a construit propriul mormântul lângă piramida tatălui său. Mormântul are câteva statui de manoperă rafinată, păstrate în muzeul din Cairo.

## Galerie de imagini

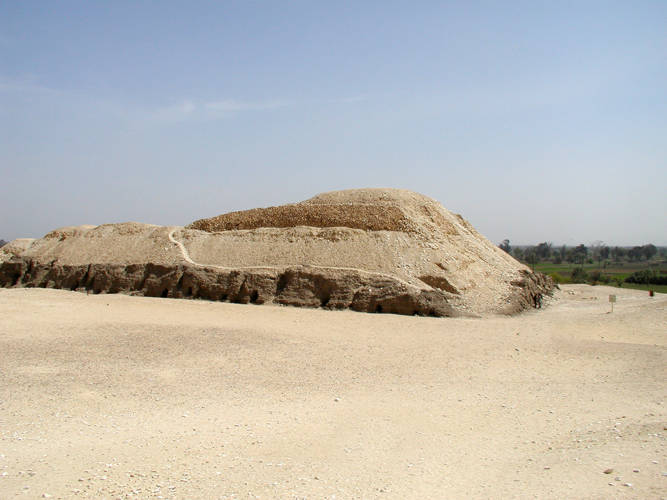
Mastaba 17
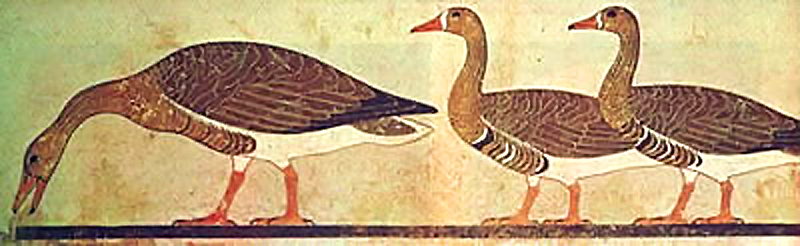
Picturile cu gâști în Mastaba 16
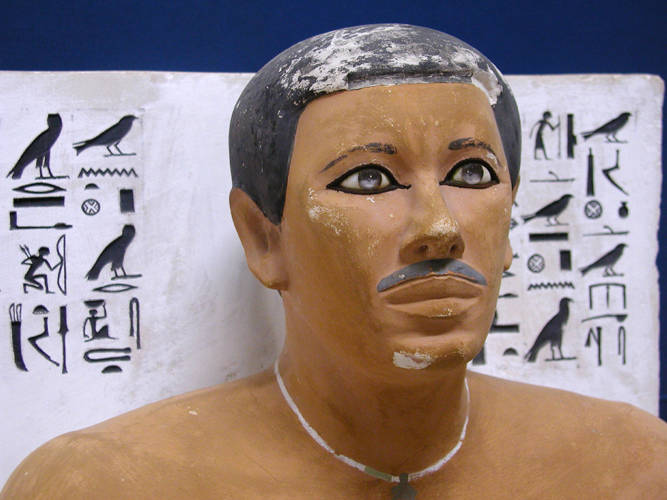
Statuia prințului Rahotep găsită în Mastaba 6
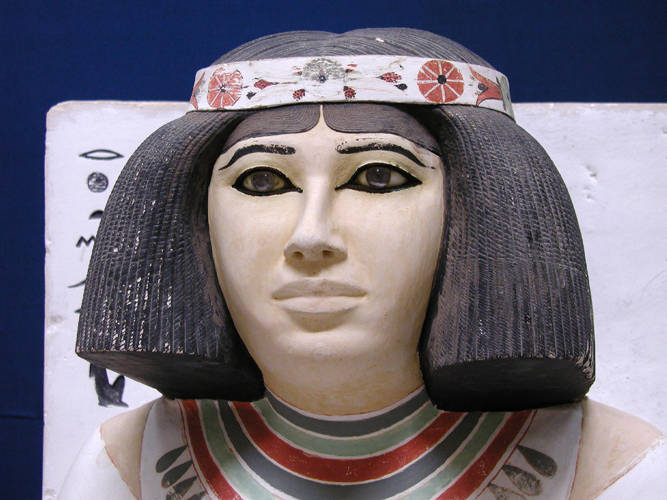
Statuia lui Nefret

## Legături externe
Materiale media legate de Meidum la Wikimedia Commons